# A que no me dejas
 (срп. Не остављај ме) мексичка је теленовела, продукцијске куће Телевиса, снимана 2015.

## Синопсис
Паулина је кћерка Гонсала Мурат, богатог предузетника, власника хотела, који не прихвата њену везу са Адријаном, сматрајући да скромни младић није достојан социјалног статуса његове породице, па самим тим ни руке његове кћери. Са друге стране, Адријанова сестра Хулијета покушава да контролише све сфере његовог живота и противи се његовој вези са Паулином, јер је одлучна да никада не дозволи да се њен брат ожени кћерком убице њиховог оца.
Противљење најближих довешће у опасност не само везу двоје младих, већ и планирано венчање, иако Хулијета има право — Гонсало је у прошлости преварио њеног оца, иако то никада неће признати, јер не жели да изгуби имиџ узорног, пословног и породичног човека, који га годинама прати.
Упркос свему, Паулина и Адријан наставили су да се боре за своју везу, а помаже им и Камило који, иако је заљубљен у Паулину, само жели да је види срећну. Међутим, на дан планираног венчања, Хулијета успева да дође до документа који потврђује да је Гонсало преварио њеног оца и ставља Паулину пред тешку одлуку: ако не жели да јој отац заврши у затвору, мора да остави Адријана. Невеста сломљеног срца говори свом вољеном да га не воли довољно да би све оставила због њега, због чега се скрхан болом Адријан сели у Лондон.
Паулина остаје у Мексику, пригрљена у наручју туге. Утеху проналази у игри са малим Маурисијом, глувим сирочетом, кога је њена мајка усвојила. Нешто касније, она сазнаје да је трудна и одлучује да потражи Адријана у Лондону, али због сплетки злих људи мисли да он тамо има другу жену. Зато одлучује да ћути о трудноћи и прихвата да се уда за Камила, који даје своје презиме њеној кћеркици, малој Валентини. Међутим, зла коб не оставља Паулину на миру па Камило умире у страшној несрећи.
Нешто касније, Адријан сазнаје да је Валентина његова кћерка и да је Паулина уточиште пронашла у самоћи. Због чега се враћа у Мексико, чврсто решен да ожени вољену жену. Међутим, Хулијета се појављује на венчању и пуца у младенце, одузимајући им живот.
Године пролазе, и Валентина израста у прелепу девојку, а Маурисио постаје њен најбољи пријатељ. Иако је заљубљен у њу, она у њему не види човека са којим би могла бити у вези. Верује да је њена права љубав младић с једног блога, са којим се дописује. Када открије да се иза екрана крије управо Маурисио, одлучује да му пружи шансу, схватајући да га воли.
Међутим, над њиховом срећом надвија се сенка прошлости — Хулијета не жели да дозволи да Паулинина кћерка буде срећна и спремна је на све да спречи њену везу са Маурисијом, чак и да, ако је потребно, убије млади пар, као што је, годинама раније, убила рођеног брата и његову изабраницу…

## Глумачка постава

### Главне улоге
| Глумац:           | Улога:                    |
| ----------------- | ------------------------- |
| Камила Соди       | Паулина Мурат / Валентина |
| Освалдо Бенавидес | Адријан Олмедо            |

### Споредне улоге
| Глумац:              | Улога:         |
| -------------------- | -------------- |
| Летисија Калдерон    | Инес Мурат     |
| Артуро Пениче        | Гонсало Мурат  |
| Алфредо Адаме        | Алфонсо        |
| Сесилија Габријела   | Ракел Фонсека  |
| Алехандра Барос      | Хулијета       |
| Сесар Евора          | Освалдо        |
| Ерика Буенфил        | Ангелика       |
| Лаура Кармајн        | Нурија Мурат   |
| Лисет                | Моника         |
| Алфонсо Досал        | Камило         |
| Одисео Бичир         | Едгар          |
| Сокоро Бониља        | Микаела        |
| Луис Фернандо Пења   | Бето           |
| Салвадор Зербони     | Леонел         |
| Габријела Самора     | Чело           |
| Флоренсија де Сарачо | Карен          |
| Ернесто д' Елисео    | Дарио          |
| Дијего Ескалона      | Маурисио       |
| Феде Порас           | Рене           |
| Сантијаго Емилијано  | Алан Мурат     |
| Аданели Нуњез        | Хисела         |
| Ева Седењо           | Одет           |
| Абрил Онил           | Олга           |
| Џонатан Кури         | Флавио         |
| Хуан Колућо          | Гастон         |
| Серхио Залдивар      | Хулио          |
| Маркус Орнељас       | Аријел         |
| Фернандо Ороско      | Хоел           |
| Алехандро Санз       | Алехандро Санз |